# Piper laurinum
Piper laurinum är en pepparväxtart som beskrevs av Roem. & Schult.. Piper laurinum ingår i släktet Piper och familjen pepparväxter. Inga underarter finns listade i Catalogue of Life.